# Montana eversmanni
Montana eversmanni är en insektsart som först beskrevs av Kittary 1849.  Montana eversmanni ingår i släktet Montana och familjen vårtbitare.

## Underarter
Arten delas in i följande underarter:
- M. e. eversmanni
- M. e. zaisanica